# Bromocriptina
La bromocriptina és un derivat de l'alcaloide ergolina que té un efecte agonista sobre el sistema dopaminèrgic . Actua sobre els receptor D2-dopaminèrgics de manera principal, però també pot tenir efectes sobre els receptors serotoninèrgics i adrenèrgics.
Químicament es classifica com  un compost heterocíclic, format per un tripèptid.

## Ús farmacològic
És força utilitzat en la industria farmacològica, especialment per tractar malalties d’hiperprolactinèmia, actuant com a antagonista hormonal, i també per als tumors hipofisiàris, la malaltia de Parkinson i la diabetis tipus 2.

### Efectes secundaris
Entre els efectes secundaris que causa, els més comuns són nàusees, vòmits, fatiga, insomni i depressió. D'altres, menys comuns, però de major gravetat, són: esvaïments, al·lucinacions, convulsions, visió deteriorada i dolor general.